# غار زری
غار زری، در ۹ کیلومتری جنوب غربی شهر مشهد و در مسیر روستای گلستان و کوه‌های اطراف قرار دارد. دهانه غار در ارتفای ۱۰ متری از سطح زمین و به سمت غرب قرار دارد. مسیر غار دارای پیچ‌های زیادی است و درون این غار آب وجود ندارد.